# Kościół św. Jana w Plauen
Kościół św. Jana (niem. Johanniskirche) – gotycka świątynia luterańska znajdująca się w niemieckim mieście Plauen.

## Historia
Kościół został konsekrowany w 1122 roku przez Dietricha, biskupa Naumburga, pod wezwaniem Maryi Matki Jezusa i św. Jana Chrzciciela. Jego fundatorem był graf Adalbert von Everstein. W 1224 opiekę nad świątynią objął zakon krzyżacki, który rozbudował ją do obecnych rozmiarów, dobudowując transept. W 1548 roku kościół został zniszczony podczas pożaru miasta, podczas odbudowy z lat 1548–1556 powstało późnogotyckie sklepienie gwiaździste. W 1644 wzniesiono barokowe hełmy wież. Dach kościoła i południowa wieża zostały zniszczone podczas II wojny światowej, odbudowano je w latach 1951–1959. W 1989 kościół był miejscem antykomunistycznych demonstracji. W latach 1991–2002 wyremontowano wnętrze budowli.

## Architektura i wyposażenie
Świątynia gotycka, trójnawowa, z transeptem i dwiema romańskimi 52-metrowymi wieżami przykrytymi barokowymi hełmami.
Wnętrze zdobi późnogotycki ołtarz główny, wykonany ok. 1500 roku, do ok. 1739 stojący w kościele w Neustädtel. Po II wojnie światowej trafił on do magazynu konserwatorskiego w Dreźnie, skąd w latach 50. XX wieku sprowadzono go do Plauen. Zdobią go figury Jana Chrzciciela, Matki Bożej z Dzieciątkiem i Marii Magdaleny oraz sceny: Zwiastowania Maryi, Nawiedzenia Maryi, Narodzenia Pańskiego i Objawienia Pańskiego. W predelli ołtarza przedstawiono złożenie Chrystusa do grobu. 
Okno nad ołtarzem wypełnia zainstalowany 2023 roku witraż ze sceną Zmartwychwstania Pańskiego, wykonany przez Michaela Triegela na pamiątkę 900-lecia konsekracji kościoła. Nad wejściem do zakrystii zawieszony jest krucyfiks, pochodzący ze zbiorów Vogtlandmuseum Plauen, który pierwotnie znajdował się w kościele w Syrau. Późnogotycką chrzcielnicę przeniesiono tu po II wojnie światowej z kościoła w Miltitz koło Miśni. Nad chrzcielnicą zawieszono obraz z ok. 1725 ze sceną Chrztu Pańskiego. W dobudowanej do prezbiterium kaplicy bocznej, znanej jako Vögtekapelle, znajduje się barokowy obraz Ecce Homo sprowadzony z kościoła św. Anny w Dreźnie oraz dwie XVI-wieczne płaskorzeźby z piaskowca, ze scenami Zwiastowania Maryi i Narodzenia Pańskiego. Barokową ambonę przeniesiono tu z kościoła św. Mikołaja w Görlitz, wykonał ją w II połowie XVII wieku Caspar Gottlob von Rodewitz. Do wschodnich ścian naw bocznych przymocowano barokowe rzeźby Mojżesza i Pawła Apostoła autorstwa Christiana Pellera. Na zachodniej ścianie zawieszono trzy portrety pastorów posługujących w kościele, m.in. wizerunek superintendenta Gustava Landmanna, namalowany w 1896 przez Roberta Sterla.
Organy wykonało w latach 1958–1966 drezdeńskie przedsiębiorstwo Jehmlich Orgelbau, wyremontowano je w latach 1991–1996. Posiadają 48 głosy, trzy manuały i pedał. Zastąpiły one 55-głosowy instrument zniszczony podczas II wojny światowej. W 2013 roku północnej wieży zawieszono trzy dzwony, odlane w ludwisarni Grassmayr w Innsbrucku.

## Galeria

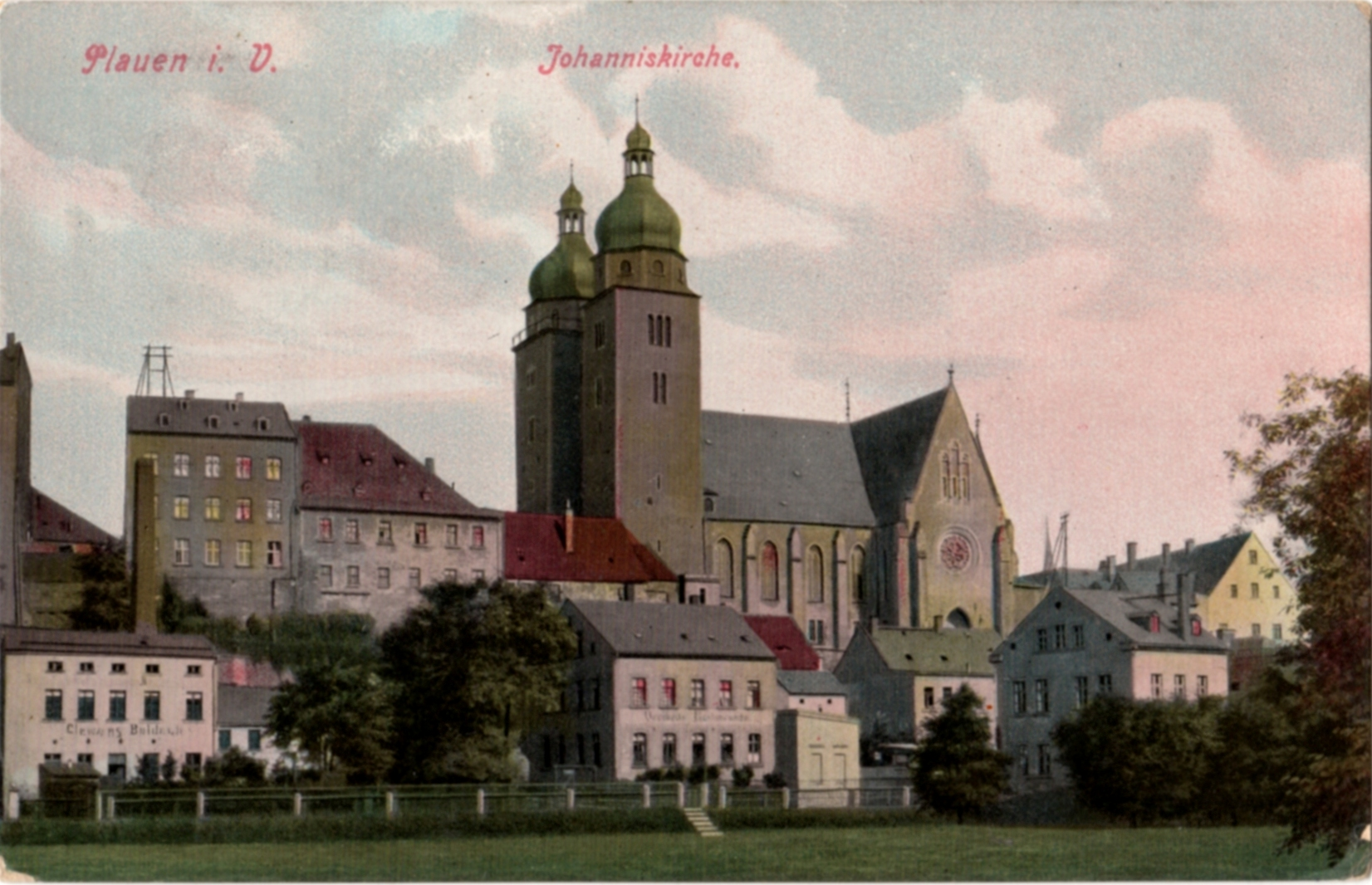
Widok z ok. 1900 roku
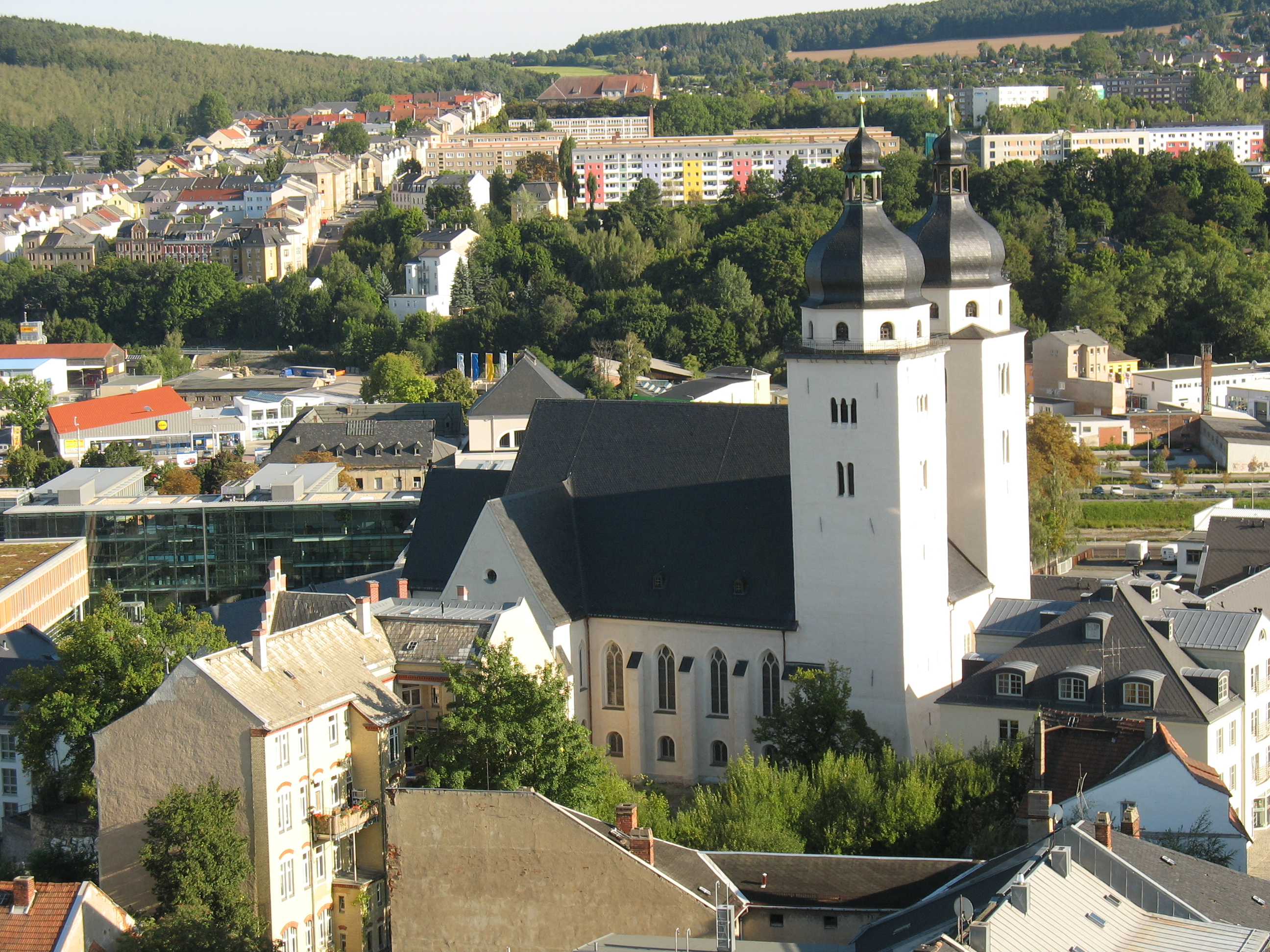
Widok z wieży ratusza
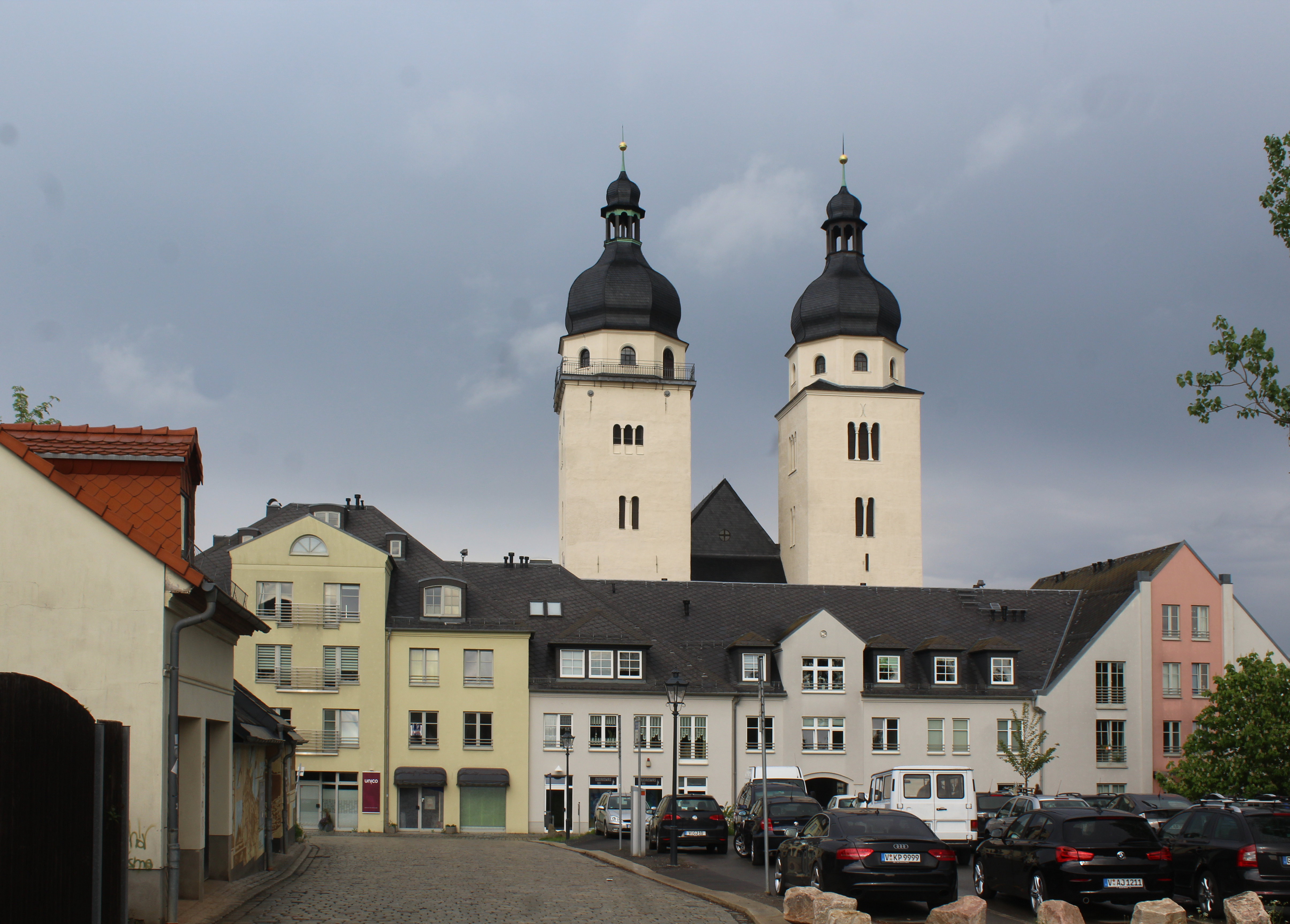
Wieże kościoła widziane z Topfmarktu
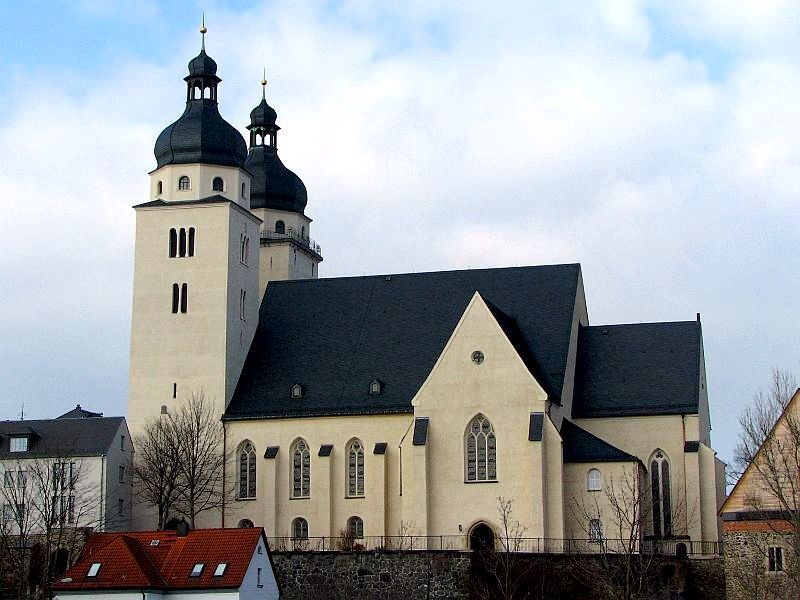
Widok z południowego zachodu
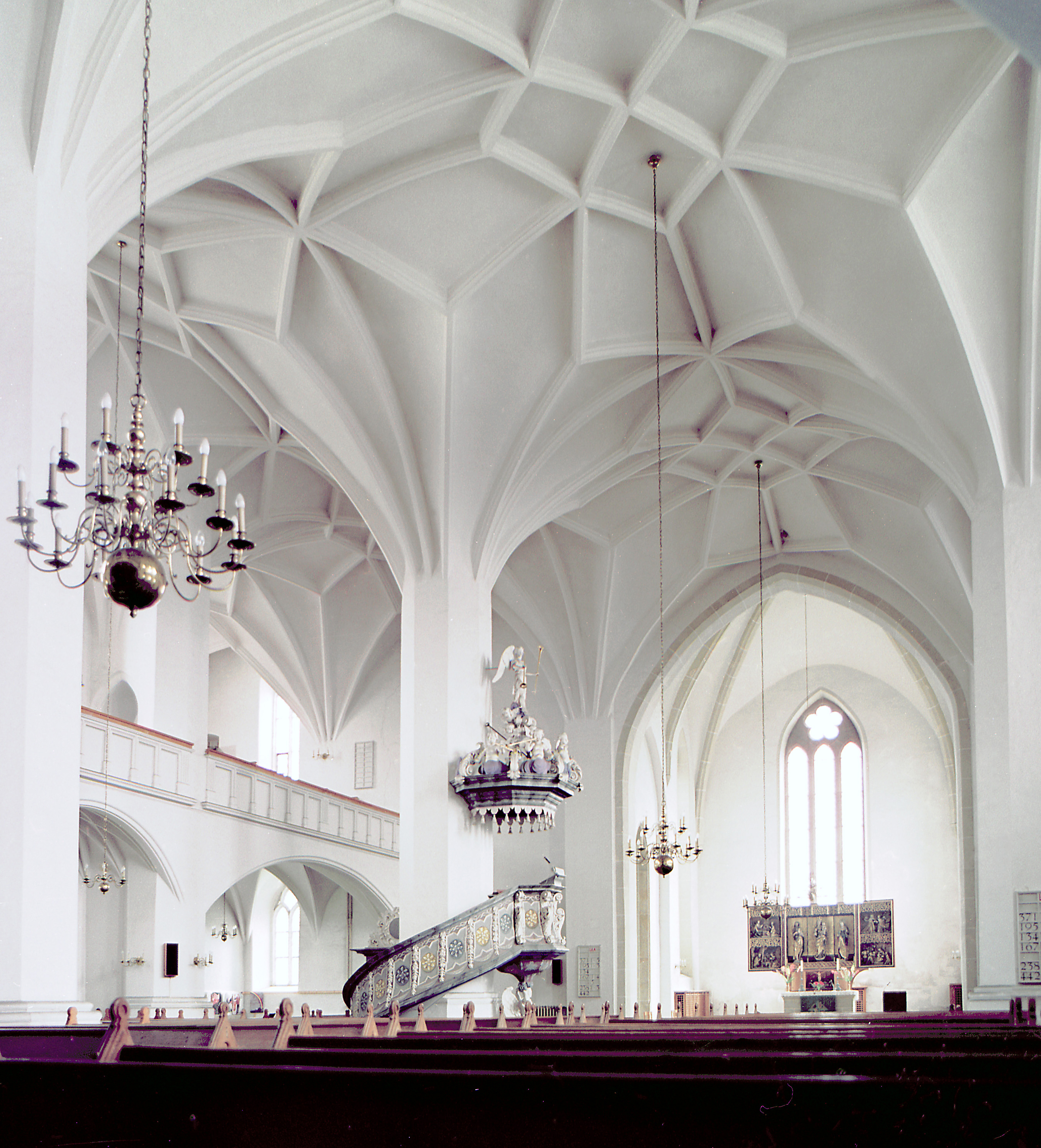
Wnętrze w 1986
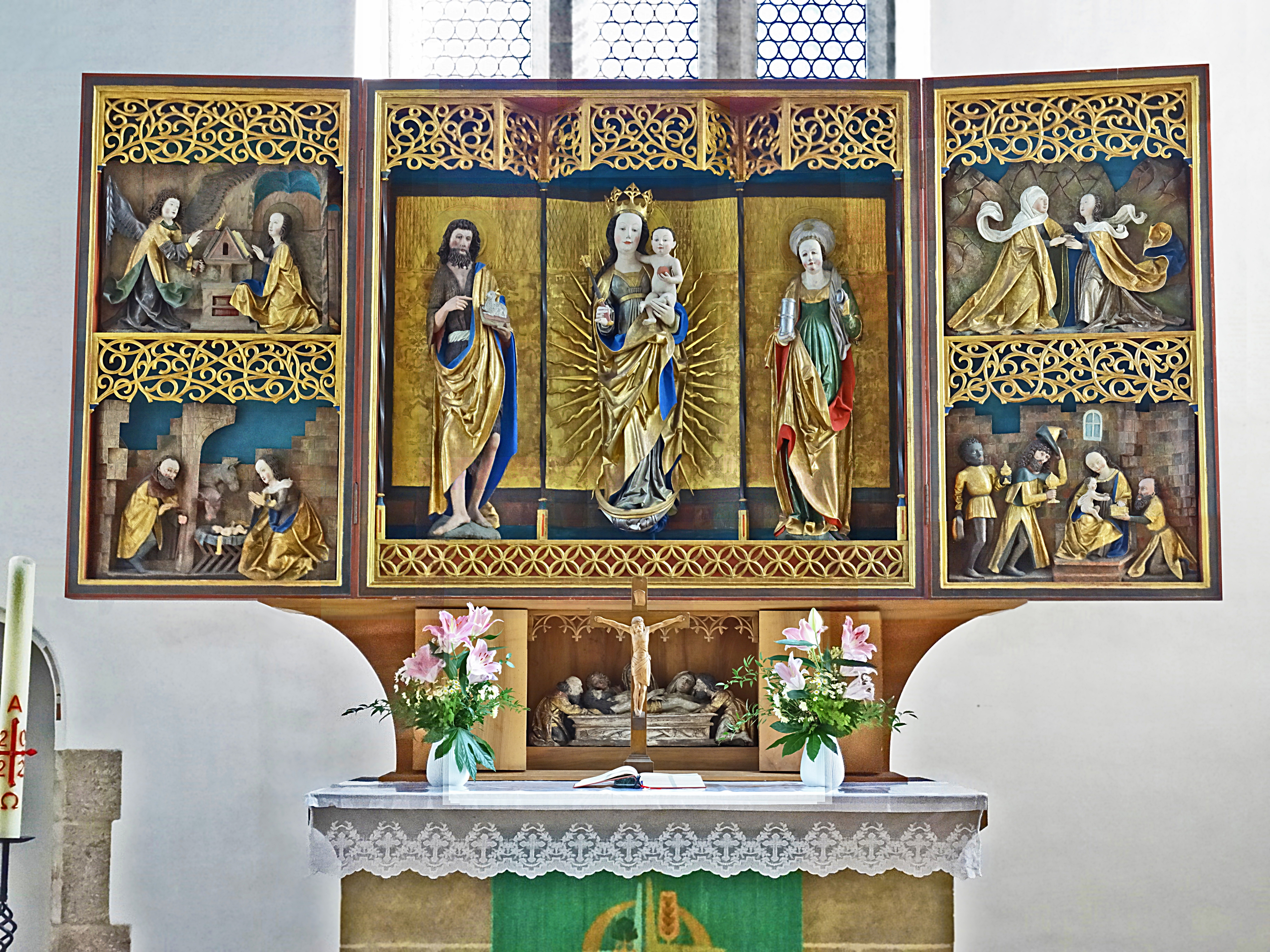
Ołtarz główny
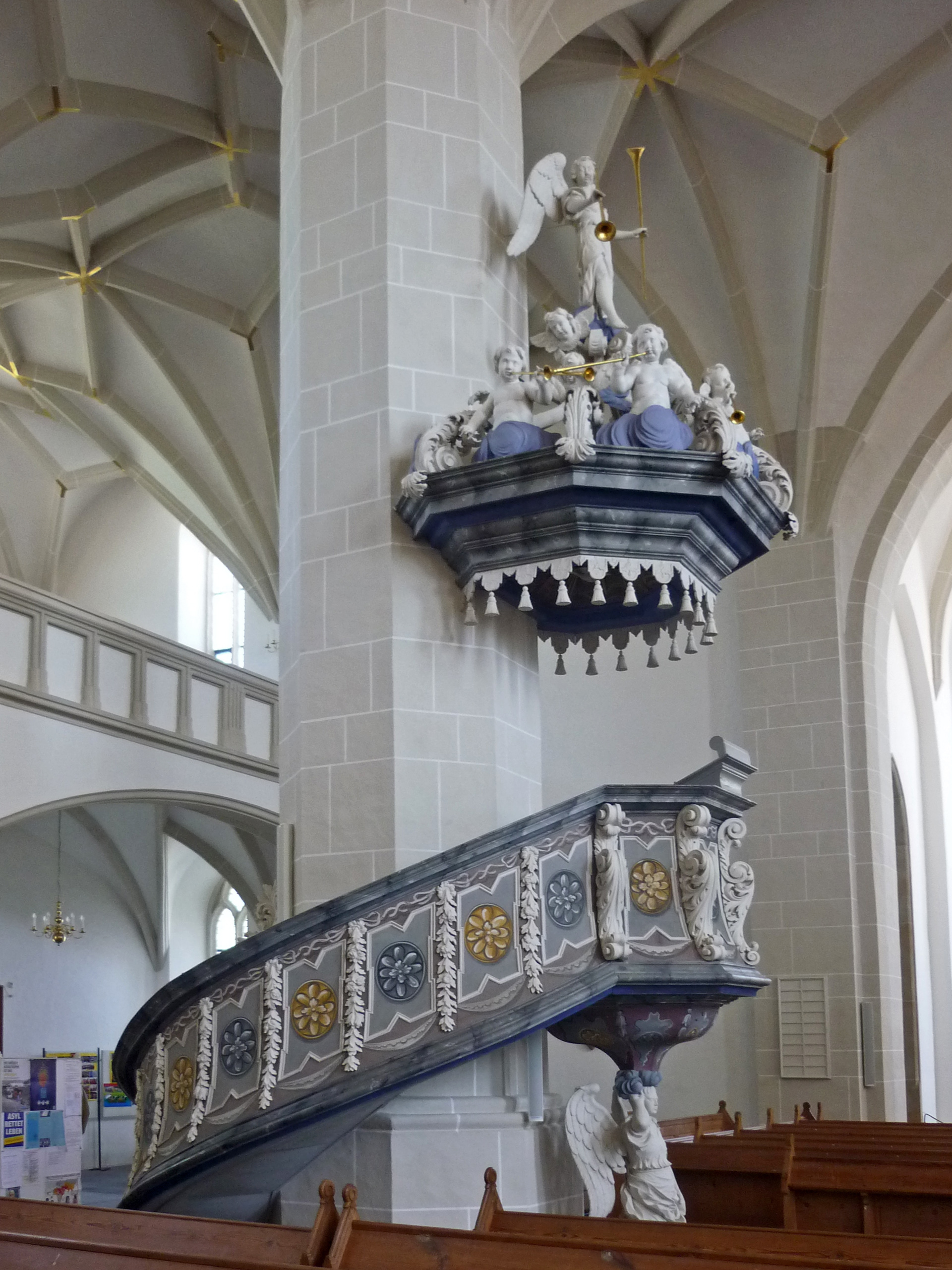
Ambona
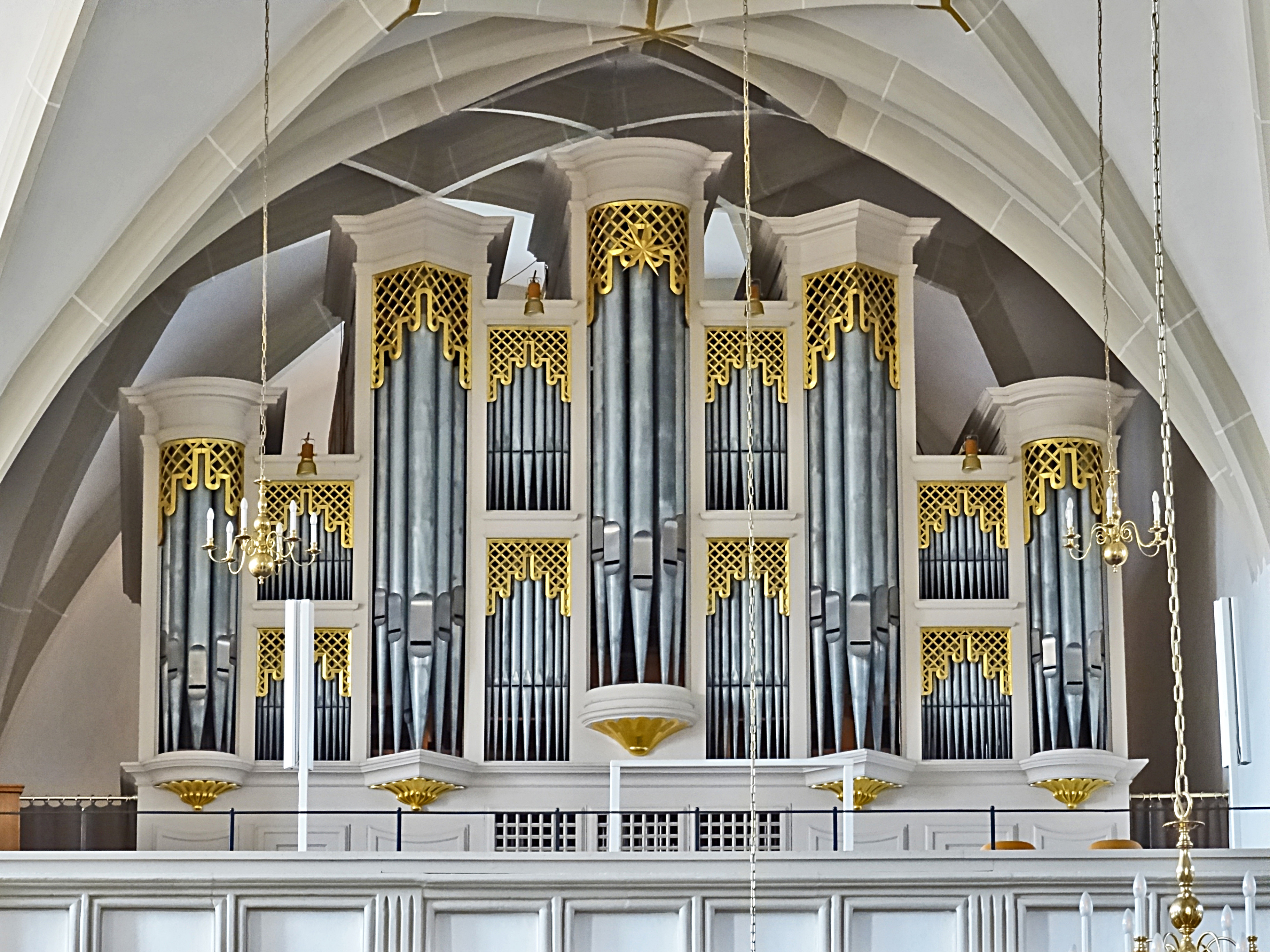
Organy